# Cartesische duiker

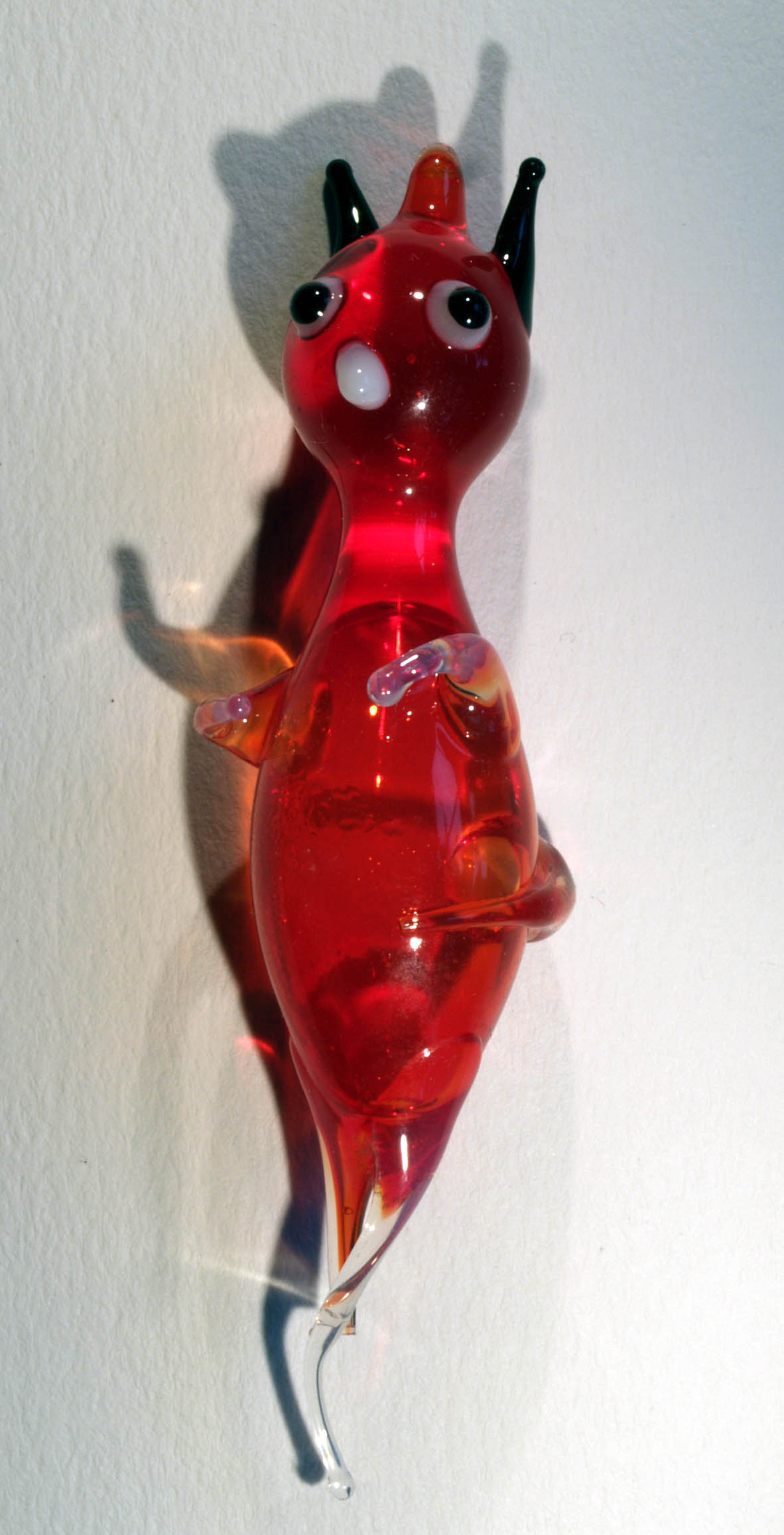
Mondgeblazen glazen cartesische duiker uit Lauscha, Duitsland. Dit type heeft een open kanaal in de staart. Als door onder- of overdruk vloeistof door dit kanaal in de staart stroomt, gaat de duiker draaien terwijl hij op en neer beweegt.

Een cartesische duiker is een hol voorwerp in een afgesloten fles dat gevuld is met water en precies zo veel lucht dat het nét drijft in het water in de fles. Door de druk in de fles te laten toenemen, wordt ook de ingesloten lucht in de duiker samengedrukt, waardoor de hoeveelheid door de ingesloten lucht verplaatste vloeistof vermindert, zodat de opwaartse kracht ook vermindert. De duiker in de vloeistof zal zinken. Valt de druk weer weg, dan komt de duiker weer omhoog. De duiker demonstreert de wet van Archimedes en de Algemene gaswet. De duiker is genoemd naar René Descartes, die hem rond 1640 ontwikkeld zou hebben, maar werd in werkelijkheid uitgevonden door Raffaello Magiotti en in 1648 voor het eerst beschreven.

## Toepassing
Een cartesische duiker wordt als demonstratiespeeltuig vaak als een duiveltje uitgevoerd, maar kent ook serieuze toepassingen als indicator van de druk in een vloeistof. 